# Darren Manning
Darren Manning, född den 30 april 1975 i Harrogate, Storbritannien, är en brittisk racerförare.

## Racingkarriär
Manning var testförare för BAR i formel 1, men fick aldrig någon chans att tävla för stallet. Han körde då ett race i Champ Car och fick kontrakt där. Han flyttade sedermera till IndyCar Series, där han körde för bland annat Chip Ganassi Racing, men sedermera för mindre stall i serien. Han har aldrig vunnit någon tävling i serien, men har stått på pallen med en andraplats på Watkins Glen International 2008. Under 2009 års säsong var Manning utan permanent körning, och fick nöja sig med inhopp i premiären.

## IndyCar

### Andraplatser
| Nr | Bana         | År   |
| -- | ------------ | ---- |
| 1  | Watkins Glen | 2008 |

## Champ Car

### Andraplatser
| Nr | Bana             | år   |
| -- | ---------------- | ---- |
| 1  | Surfers Paradise | 2003 |